# Il cacciatore di ex
Il cacciatore di ex (The Bounty Hunter) è un film del 2010 diretto da Andy Tennant, con protagonisti Gerard Butler e Jennifer Aniston. Il film è stato distribuito nelle sale cinematografiche statunitensi il 19 marzo 2010, mentre in Italia è stato distribuito il 9 aprile dello stesso anno.

## Trama
Milo Boyd è un ex detective del dipartimento di polizia di New York che lavora come agente di riscossione cauzioni (cacciatore di taglie). L'ex moglie di Milo, Nicole Hurley, è una giornalista investigativa che è stata arrestata per aver aggredito un ufficiale di polizia.
Quando Nicole riceve un suggerimento su una storia, un apparente suicidio che potrebbe essere stato un omicidio, salta la sua udienza obbligazionaria per andare ad incontrare il suo informatore Jimmy, così il giudice revoca la sua cauzione ed emette un mandato per il suo arresto. Poco prima dell'arrivo di Nicole, Jimmy viene rapito.
Milo è sorpreso quando Sidman, il garante di Nicole, gli offre il compito di portarla in prigione, per una taglia di 5000 $. Dopo aver parlato con la madre di Nicole, Kitty, Milo la cattura in un ippodromo del New Jersey, la getta nel bagagliaio della sua auto e torna in auto verso Manhattan. Nicole riesce a scappare brevemente prima che Milo la raggiunga.
Sono perseguitati da due criminali inviati da Irene, un allibratore, a causa di debiti di gioco di Milo; Nicole viene seguita dal poliziotto corrotto Earl Mahler, che è collegato alla storia a cui sta indagando, ed entrambi dall’innamorato perso collega di Nicole, Stewart, che ha deciso di salvarla da Milo. I teppisti di Irene scambiano Stewart per Milo e lo rapiscono erroneamente.
Earl cerca di uccidere Nicole, ma sia Milo che Nicole scappano per un pelo. Milo non è interessato a spiegazioni fino a quando Nicole ammette di aver trovato prove che implicano il loro amico comune ed ex partner di Milo nella polizia, Bobby, indicando che è coinvolto con Earl. Milo decide di indagare con lei.
Indizi dalla macchina di Earl li portano in un country club, dove apprendono da un caddy che Earl possiede un negozio di tatuaggi nel Queens, quindi iniziano a dirigersi lì. Bobby avverte la coppia di rimanere lontano dalla strada.
L'hotel più vicino è il bed and breakfast dove hanno trascorso la luna di miele. Provano sentimenti reciproci e ammettono i loro errori. Nicole, uscendo dal bagno, sente Milo dire a Sid che potrebbe fare sesso con Nicole, ma che la sta ancora portando in prigione. Ammanetta Milo sul letto e si dirige verso il negozio di tatuaggi, trovando Jimmy e liberandolo prima che venga catturata dai teppisti di Irene.
Milo la salva in uno strip club dove stava per essere catturata. Chiama un vecchio amico delle forze di polizia e viene a sapere che Bobby si sta dirigendo verso il magazzino prove della polizia, che viene trasferito in un nuovo edificio. Bobby si confronta con Earl, che era suo amico ma ha usato il nome di Bobby per accedere al magazzino e rubare una grande quantità di narcotici e denaro. Bobby decide di arrestare Earl, ma Earl estrae la pistola e gli spara. Milo e Nicole entrano nel magazzino e a Milo viene tesa un'imboscata, ma Earl si arrende quando Nicole gli punta un fucile.
Bobby spiega che Earl lo stava usando, così come l'uomo che si presumeva si suicidasse, per ottenere l'accesso al magazzino. Non c'erano prove, quindi Bobby stava aspettando che Earl facesse la sua mossa prima di arrestarlo. Milo nota con orgoglio che Earl avrebbe potuto cavarsela se Nicole non avesse raccolto alcuni indizi. Lui e Nicole sembrano essersi riconciliati. Ammettono che a volte il loro lavoro deve venire prima. Milo consegna Nicole alla polizia, in modo che possa presentarsi all’udienza il giorno successivo.
Mentre esce dalla stazione di polizia, Milo incontra il poliziotto che lo ha insultato prima e gli dà un pugno in faccia. Viene arrestato e messo nella cella accanto a quella di Nicole. Le ricorda che è il loro anniversario e che lo devono passare insieme. Attraverso le sbarre ammettono il loro amore e si baciano.

## Accoglienza

### Incassi
La pellicola fu un successo al botteghino. Con un budget tra i 40 e i 50 milioni di dollari, il film incassò globalmente oltre 136 milioni di dollari.

### Critica
Il film non venne accolto positivamente dalla critica, a dispetto del successo al botteghino. Il film ricevette infatti quattro nomination ai Razzie Awards 2010 per il Peggior film, Peggior attore protagonista per Gerard Butler, Peggior attrice protagonista per Jennifer Aniston e Peggior coppia per Jennifer Aniston e Gerard Butler.